# Abita Springs
Abita Springs é uma cidade  localizada no estado americano de Luisiana, na Paróquia de St. Tammany.

Esta cidade, localizada no lado norte do Lago Pontchartrain, foi um lugar de escape dos habitantes de Nova Orleães que fugiram da febre amarela no início do século XX. Possui muitos hotéis e albergues, reabilitados pelos hippies que apareceram nos anos 1970s. É agora sede de um museu de arte folclórica, um teatro e um festival mensal de Bluegrass chamado “Piney Woods Opry”.

## Demografia
Segundo o censo americano de 2000, a sua população era de 1957 habitantes. 
Em 2006, foi estimada uma população de 2318, um aumento de 361 (18.4%).

## Geografia
De acordo com o United States Census Bureau tem uma área de 
10,7 km², dos quais 10,7 km² cobertos por terra e 0,0 km² cobertos por água.

## Localidades na vizinhança
O diagrama seguinte representa as localidades num raio de 24 km ao redor de Abita Springs. 